# آزادماهی قطبی
آزادماهی قطبی (نام علمی: Salvelinus alpinus) نام یک گونه از سرده آزادماهی‌های شکم‌رنگی است.